# Julia Culp
Julia Bertha Culp (Groninga, 6 ottobre 1880 – Amsterdam, 13 ottobre 1970) è stata un mezzosoprano olandese. Soprannominata l'usignolo olandese, fu famosa a livello internazionale negli anni 1901-1919.

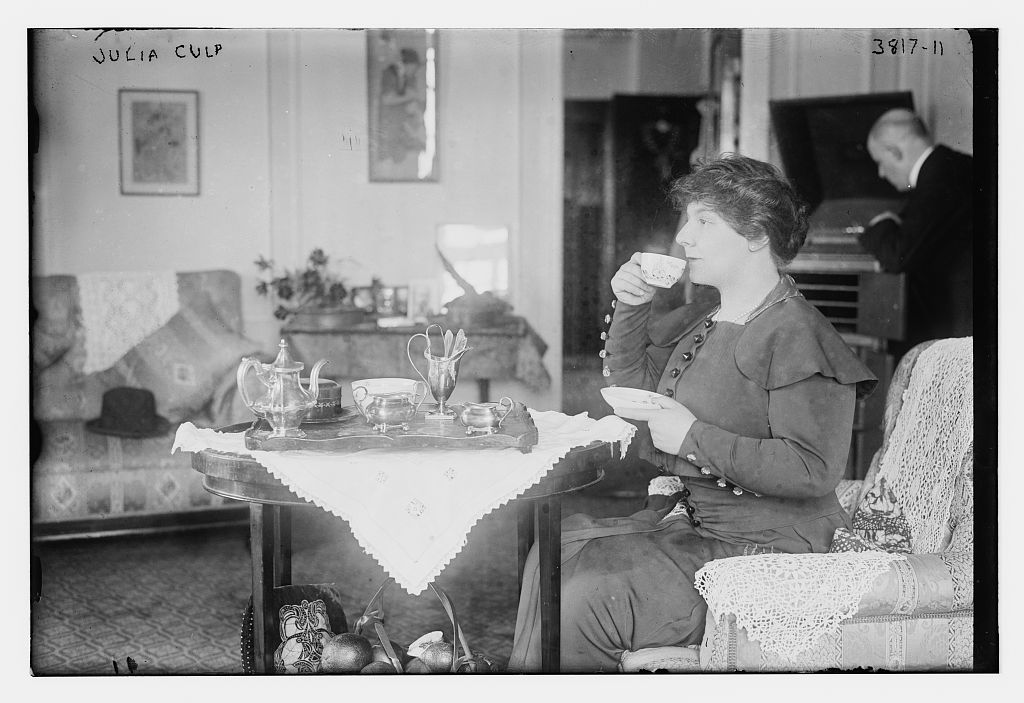
Julia Culp circa nel 1915

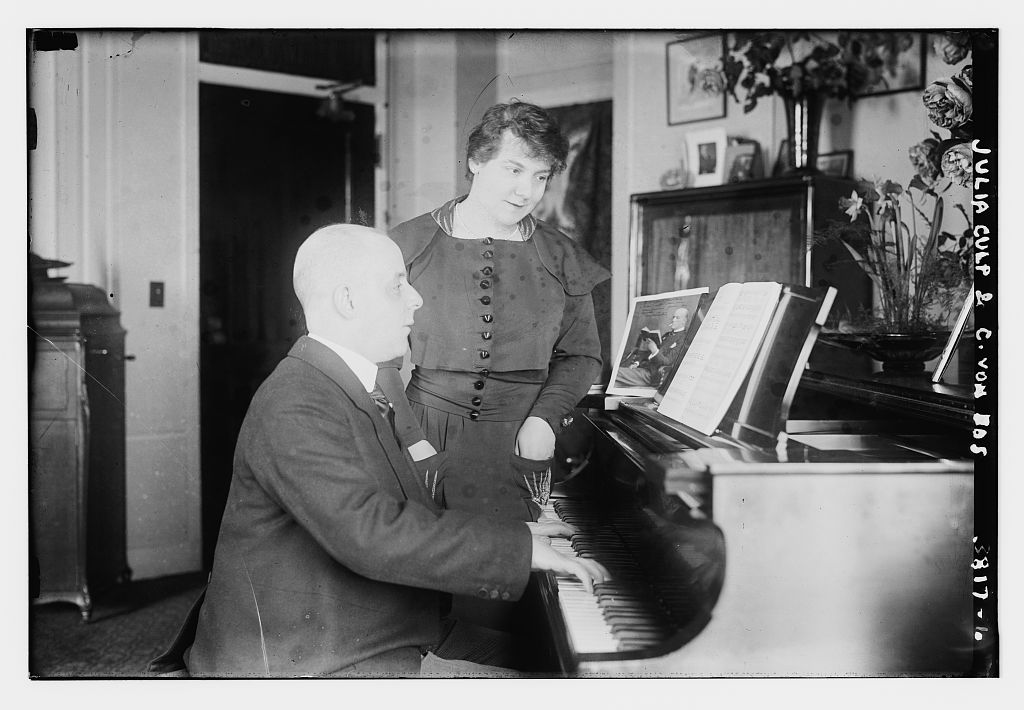
Julia Culp e Coenraad V. Bos circa nel 1915

Michael Oliver ha scritto nell'International Opera Collector nel 2000:

## Biografia
Julia Culp nacque a Groninga, nei Paesi Bassi, da una famiglia ebrea di musicisti e comici. Era la figlia del suonatore di contrabbasso Baruch Culp e sua moglie Sara Cohen. All'età di sette anni iniziò a praticare il violino e a 11 anni fece la sua prima esibizione pubblica di violino. La sua prima esibizione come cantante avvenne il 30 dicembre 1893. Nell'estate del 1896 lasciò Groningen per Amsterdam, dove studiò al Conservatorio sotto il famoso ex cantante d'opera Cornélie van Zanten.
Poco dopo aver completato gli studi nel 1900, la carriera da cantante della Culp prese il volo. Fu scoperta dal direttore d'orchestra tedesco-americano Wilhelm Berger, che la portò a Berlino per esibirsi nella sala da concerto Saal Bechstein nel 1901. In breve tempo si esibì in tutta Europa e in America, condividendo il palcoscenico con compositori, direttori e cantanti famosi della taglia di Edvard Grieg, Richard Strauss, Camille Saint-Saëns, Enrico Caruso, Otto Klemperer, Willem Mengelberg, Pablo Casals, Percy Grainger, Enrique Granados e Thomas Beecham.
Già nel 1902 si esibiva per la regina Guglielmina dei Paesi Bassi e nel 1903 fu invitata a cantare alla corte imperiale tedesca per l'imperatrice Augusta Victoria. Nel 1911 la Culp cantò la parte di mezzosoprano nella prima esecuzione di Songs of Sunset di Frederick Delius a Londra con Thomas Beecham. Nel 1913 fece il suo debutto americano alla Carnegie Hall di New York. Negli Stati Uniti divenne presto nota come l'usignolo olandese.
Julia Culp realizzò circa 90 registrazioni acustiche tra il 1906 e il 1926. Negli Stati Uniti fece 41 registrazioni per l'etichetta Victor negli anni 1914–17 e nel 1924. Nel luglio 1926 fece le sue uniche registrazioni elettriche a Berlino.
Sposò Erich Merten il 29 giugno 1905 e si stabilì a Zehlendorf vicino a Berlino. Tuttavia il matrimonio non ebbe successo e divorziarono nel 1918. Nel frattempo aveva incontrato un industriale ceco, Wilhelm Ginzkey (1856-1934) e si sposarono il 23 luglio 1919. A quel tempo si convertì dal giudaismo al cattolicesimo, concluse la sua carriera di cantante e si trasferì a Vienna. Julia rimase sposata con Ginzkey fino alla sua morte nel 1934.
Nel frattempo i Nazisti erano saliti al potere in Germania. Dopo l'annessione tedesca (Anschluss) dell'Austria nel 1938, la Culp fuggì nei Paesi Bassi, trasferendosi con sua sorella Betsy ad Amsterdam. Quando i nazisti invasero e occuparono i Paesi Bassi nel 1940 la Culp si trovò di nuovo in grave pericolo. Sia lei che sua sorella si nascosero e riuscirono a sopravvivere alla guerra. Tornarono nel loro appartamento sul Daniël Willinkplein (Victorieplein) ad Amsterdam, dove rimase fino alla sua morte a 90 anni.